# كسلان شاحب الحنجرة
كسلان شاحب الحنجرة أو كسلان أيّ أو دابُّ أيّ (الاسم العلمي: Bradypus tridactylus) (بالإنجليزية: pale-throated sloth)‏ هو نوع من الحيوانات يتبع جنس الكسلان الثلاثي الأصابع من فصيلة الكسلانيات بطيئات الأرجل.